# Sérgio Marques (autor)
Sérgio Marques dos Reis (Rio de Janeiro, 29 de dezembro de 1944) é um autor de telenovelas, séries e minisséries brasileira.

## Biografia
Sérgio Marques foi roteirista de diversas novelas da Rede Globo, além de ser um dos fundadores da ARTV. Começou seu trabalho na Rede Globo como analista de texto, em 1984, e colaborou no remake de Selva de Pedra, em 1986. Já como autor-solo, escreveu como colaborador Pacto de Sangue (1989), com Regina Braga. Em 1991, escreveu sua primeira novela: Salomé. Também roteirizou alguns episódios de A Justiceira (1997) e Brava Gente (2000), além de colaborar assiduamente com Gilberto Braga em suas novelas.

## Trabalhos na televisão
| Ano  | Trabalho             | Emissora   | Escalação       | Titulares ou parceiros                                |
| ---- | -------------------- | ---------- | --------------- | ----------------------------------------------------- |
| 1986 | Selva de Pedra       | Rede Globo | colaborador     | Janete Clair, Regina Braga e Eloy Araújo              |
| 1989 | Pacto de Sangue      | Rede Globo | colaborador     | Regina Braga                                          |
| 1991 | Salomé               | Rede Globo | autor principal | Elizabeth Jhin, Alcides Nogueira e Márcia Prates      |
| 1991 | O Dono do Mundo      | Rede Globo | colaborador     | Gilberto Braga                                        |
| 1992 | Anos Rebeldes        | Rede Globo | colaborador     | Gilberto Braga                                        |
| 1993 | Contos de Verão      | Rede Globo | colaborador     | Domingos de Oliveira                                  |
| 1994 | Pátria Minha         | Rede Globo | colaborador     | Gilberto Braga e Alcides Nogueira                     |
| 1998 | Labirinto            | Rede Globo | colaborador     | Gilberto Braga e Leonor Bassères                      |
| 1999 | Força de um Desejo   | Rede Globo | colaborador     | Gilberto Braga e Alcides Nogueira                     |
| 2003 | Celebridade          | Rede Globo | colaborador     | Gilberto Braga                                        |
| 2005 | Belíssima            | Rede Globo | colaborador     | Silvio de Abreu                                       |
| 2007 | Paraíso Tropical     | Rede Globo | colaborador     | Gilberto Braga e Ricardo Linhares                     |
| 2010 | Passione             | Rede Globo | colaborador     | Silvio de Abreu                                       |
| 2012 | Cheias de Charme     | Rede Globo | colaborador     | Filipe Miguez e Izabel de Oliveira                    |
| 2013 | Além do Horizonte    | Rede Globo | colaborador     | Carlos Gregório e Marcos Bernstein                    |
| 2014 | Geração Brasil       | Rede Globo | colaborador     | Filipe Miguez e Izabel de Oliveira                    |
| 2015 | Babilônia            | Rede Globo | colaborador     | Gilberto Braga, Ricardo Linhares e João Ximenes Braga |
| 2016 | Liberdade, Liberdade | Rede Globo | colaborador     | Márcia Prates e Mário Teixeira                        |
| 2016 | Sol Nascente         | Rede Globo | colaborador     | Walther Negrão, Suzana Pires e Júlio Fischer          |
| 2018 | Deus Salve o Rei     | Rede Globo | colaborador     | Daniel Adjafre                                        |
| 2025 | Vale Tudo            | Rede Globo | colaborador     | Manuela Dias                                          |